# Regno di Ailech

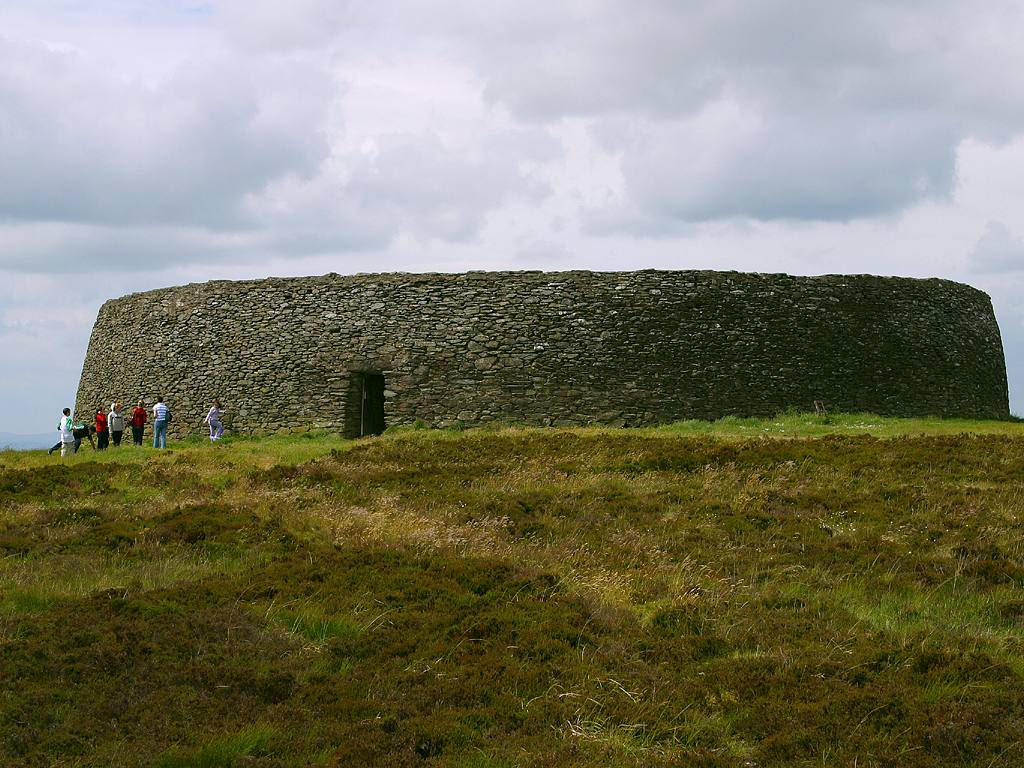
La fortezza reale di Grianan di Aileach situato nella contea di Donegal.

Ailech (anche Aileach) era un regno medievale irlandese situato nelle odierne contee di Tyrone e penisola di Inishowen nell'Ulster.  I sovrani di Ailech provenivano dagli Uí Néill del nord e prendevano il loro nome dalla fortezza collinare di Grianan di Aileach, che si trovava sull'altura di Greenan, nell'odierna contea di Donegal. I re di Ailech sono spesso annoverati tra i sovrani supremi irlandesi.